# Enrichetta d'Este
Enrichetta d'Este (Modena, 27 maggio 1702 – Fidenza, 30 gennaio 1777) è stata una nobile italiana, principessa di Modena e Reggio per nascita, divenne duchessa di Parma, in quanto moglie del duca Antonio Farnese.
Fu inoltre membro del consiglio di reggenza fino al settembre 1731.

## Biografia
Enrichetta era figlia del duca di Modena e Reggio Rinaldo d'Este e della principessa Carlotta Felicita di Brunswick e Lüneburg, figlia del duca di Brunswick-Lüneburg. A causa dei tanti legami di sangue tra le due famiglie, per celebrare il matrimonio occorsero le dispense papali.
Il matrimonio fu sfarzosamente celebrato il 5 febbraio 1728; a rappresentare lo sposo c'era il principe ereditario di Modena e Reggio, Francesco III d'Este.
Enrichetta d'Este fece il suo ingresso a Parma il 6 luglio da Porta San Michele, tra due ali di folla acclamanti. Le feste che seguirono furono degne delle tradizioni di sontuosità farnesiane. I festeggiamenti si protrassero con rappresentazioni teatrali fino al 1730.
Il 20 gennaio 1731 Enrichetta rimase vedova. Il giorno precedente, però, il duca Antonio aveva proclamato suo erede universale il “ventre pregnante” della moglie. Il governo doveva essere gestito da una reggenza composta dalla vedova, dal vescovo, dal primo Segretario di Stato, dal Maggiordomo e da due Gentiluomini della Corte. Nel caso non fosse nato un maschio, il ducato doveva passare ai figli della nipote, Elisabetta Farnese. La stessa eredità di Enrichetta le sarebbe stata data dalle mani del nuovo duca.
Il 22 gennaio, il conte Carlo Stampa di Soncino, plenipotenziario dell'imperatore in Italia, occupò Parma con 20 compagnie di fanteria e quattro di cavalleria, allo scopo di preservare la successione. Anche papa Clemente XII, con due brevi datati 25 e 31 gennaio, fece valere i suoi diritti di alta sovranità sul ducato. L'occupazione tedesca irritò sia il papa, che avrebbe voluto procedere con armi spirituali, ma si limitò ad una protesta formale, sia Elisabetta che la vedeva come una minaccia per la successione dei suoi figli ed avrebbe voluto procedere per le vie di fatto.
Il 22 luglio, grazie al Trattato di Siviglia, entrarono in Toscana ed a Parma 6.000 armati spagnoli. Le forze erano nuovamente bilanciate, sempre a scapito della Santa Sede. Furono mesi di trepida attesa, in cui ogni parte in causa avrebbe beneficiato di una alternativa diversa. La duchessa incerta sul suo stato si sottoponeva a continue visite ginecologiche, finché il 31 maggio, dietro insistenza di Elisabetta, fu sottoposta ad una solenne “ispezione corporale”. Erano presenti Don Bernardo Espelletta, Isidro Casado de Acevedo y Rosales marchese di Monteleón e Neri Lapi per la Spagna, i membri del Consiglio di Reggenza, tre medici e Dorotea Sofia di Neuburg.

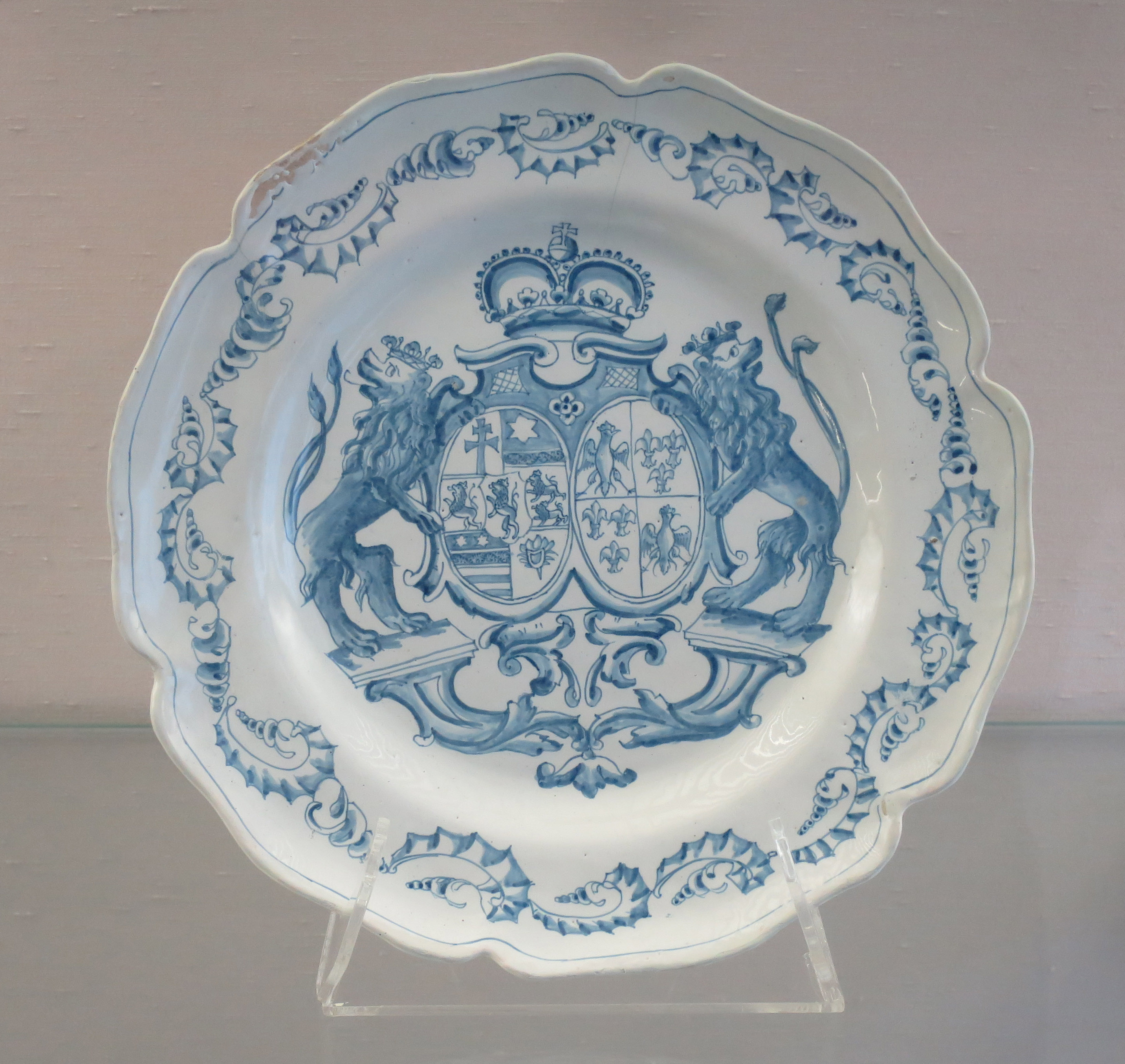
Piatto in maiolica con lo stemma d'alleanza di Enrichetta d'Este e suo marito Leopoldo d'Assia-Darmstadt, Germanisches Nationalmuseum, Norimberga.

Quattro levatrici entrarono nella stanza della duchessa e ne uscirono certificando che era incinta di sette mesi. Fu immediatamente rogato un atto pubblico, che fu inviato a tutte le corti europee.
Tuttavia Elisabetta non era convinta e, dopo una nuova ispezione corporale eseguita il 14 settembre, venne annunciata l'inesistenza della gravidanza.
Si spegneva così la speranza della continuazione della linea maschile della famiglia Farnese.
Enrichetta, non potendo tornare a Modena per il rifiuto del padre, si ritirò nella villa di Colorno scortata dalla guardia svizzera, da quella irlandese e da un distaccamento di cavalleria imperiale offerti dal conte Stampa. Tuttavia, nel dicembre tornò a Palazzo Ducale a Parma e qui fu costretta, da Elisabetta, a riconsegnare i gioielli di famiglia che custodiva.
Il 29 dicembre 1731 il Consiglio di Reggenza rimise il suo mandato nelle mani di Dorotea Sofia di Neuburg, reggente per conto di Carlo III di Spagna.
Enrichetta in seguito visse a Piacenza, Borgo San Donnino e Cortemaggiore.
Il 23 marzo 1740 sposò in seconde nozze, a Piacenza, il langravio Leopoldo d'Assia-Darmstadt.
La duchessa, con il permesso dei duchi della dinastia Borbone-Parma Ferdinando I e Maria Amalia, poteva frequentare la Corte ducale. Fu in buoni rapporti con entrambi i duchi e questo lo dimostrano le lettere che la duchessa Maria Amalia le scrisse.
Morì il 30 gennaio 1777, lasciando come eredi i sovrani di Parma, ai quali lasciò mobili e gioielli.

## Ascendenza
|                                         |                               |                                            | Genitori                              |  |  | Nonni |  |  | Bisnonni           |  |  | Trisnonni     |  |
|                                         |                               |                                            |                                       |  |  |       |  |  | Alfonso III d'Este |  |  | Cesare d'Este |  |
|                                         |                               |                                            |                                       |  |  |       |  |  | Alfonso III d'Este |  |  | Cesare d'Este |  |
|                                         |                               | Virginia de' Medici                        |                                       |  |  |       |  |  | Alfonso III d'Este |  |  |               |  |
| Francesco I d'Este                      |                               |                                            |                                       |  |  |       |  |  | Alfonso III d'Este |  |  |               |  |
|                                         |                               | Isabella di Savoia                         | Carlo Emanuele I di Savoia            |  |  |       |  |  |                    |  |  |               |  |
|                                         |                               | Isabella di Savoia                         | Carlo Emanuele I di Savoia            |  |  |       |  |  |                    |  |  |               |  |
|                                         |                               | Isabella di Savoia                         | Caterina Michela d'Asburgo            |  |  |       |  |  |                    |  |  |               |  |
| Rinaldo d'Este                          |                               | Isabella di Savoia                         |                                       |  |  |       |  |  |                    |  |  |               |  |
|                                         |                               | Taddeo Barberini, principe di Palestrina   | Carlo Barberini, duca di Monterotondo |  |  |       |  |  |                    |  |  |               |  |
|                                         |                               | Taddeo Barberini, principe di Palestrina   | Carlo Barberini, duca di Monterotondo |  |  |       |  |  |                    |  |  |               |  |
|                                         |                               | Taddeo Barberini, principe di Palestrina   | Costanza Magalotti                    |  |  |       |  |  |                    |  |  |               |  |
| Lucrezia Barberini                      |                               | Taddeo Barberini, principe di Palestrina   |                                       |  |  |       |  |  |                    |  |  |               |  |
|                                         |                               | Anna Colonna, principessa di Paliano       | Filippo I Colonna                     |  |  |       |  |  |                    |  |  |               |  |
|                                         |                               | Anna Colonna, principessa di Paliano       | Filippo I Colonna                     |  |  |       |  |  |                    |  |  |               |  |
|                                         |                               | Anna Colonna, principessa di Paliano       | Lucrezia Tomacelli                    |  |  |       |  |  |                    |  |  |               |  |
| Enrichetta d'Este                       |                               | Anna Colonna, principessa di Paliano       |                                       |  |  |       |  |  |                    |  |  |               |  |
|                                         | Giorgio di Brunswick-Lüneburg | Guglielmo il Giovane di Brunswick-Lüneburg |                                       |  |  |       |  |  |                    |  |  |               |  |
|                                         | Giorgio di Brunswick-Lüneburg | Guglielmo il Giovane di Brunswick-Lüneburg |                                       |  |  |       |  |  |                    |  |  |               |  |
|                                         | Giorgio di Brunswick-Lüneburg | Dorotea di Danimarca                       |                                       |  |  |       |  |  |                    |  |  |               |  |
| Giovanni Federico di Brunswick-Lüneburg | Giorgio di Brunswick-Lüneburg |                                            |                                       |  |  |       |  |  |                    |  |  |               |  |
|                                         |                               | Anna Eleonora d'Assia-Darmstadt            | Luigi V d'Assia-Darmstadt             |  |  |       |  |  |                    |  |  |               |  |
|                                         |                               | Anna Eleonora d'Assia-Darmstadt            | Luigi V d'Assia-Darmstadt             |  |  |       |  |  |                    |  |  |               |  |
|                                         |                               | Anna Eleonora d'Assia-Darmstadt            | Maddalena di Brandeburgo              |  |  |       |  |  |                    |  |  |               |  |
| Carlotta Felicita di Brunswick-Lüneburg |                               | Anna Eleonora d'Assia-Darmstadt            |                                       |  |  |       |  |  |                    |  |  |               |  |
|                                         |                               | Edoardo del Palatinato-Simmern             | Federico V del Palatinato             |  |  |       |  |  |                    |  |  |               |  |
|                                         |                               | Edoardo del Palatinato-Simmern             | Federico V del Palatinato             |  |  |       |  |  |                    |  |  |               |  |
|                                         |                               | Edoardo del Palatinato-Simmern             | Elisabetta Stuart                     |  |  |       |  |  |                    |  |  |               |  |
| Benedetta Enrichetta del Palatinato     |                               | Edoardo del Palatinato-Simmern             |                                       |  |  |       |  |  |                    |  |  |               |  |
|                                         |                               | Anna Maria di Gonzaga-Nevers               | Carlo I di Gonzaga-Nevers             |  |  |       |  |  |                    |  |  |               |  |
|                                         |                               | Anna Maria di Gonzaga-Nevers               | Carlo I di Gonzaga-Nevers             |  |  |       |  |  |                    |  |  |               |  |
|                                         |                               | Anna Maria di Gonzaga-Nevers               | Caterina di Lorena                    |  |  |       |  |  |                    |  |  |               |  |
|                                         |                               | Anna Maria di Gonzaga-Nevers               |                                       |  |  |       |  |  |                    |  |  |               |  |

## Titoli e trattamento
- 27 maggio 1702 - 5 febbraio 1728 Sua Altezza Principessa Enrichetta di Modena
- 5 febbraio 1728 - 20 gennaio 1731 Sua Altezza la Duchessa di Parma
- 20 gennaio 1731 - 23 marzo 1740 Sua Altezza la Duchessa Vedova di Parma
- 23 marzo 1740 - 27 ottobre 1764 Sua Altezza Serenissima Langravia Leopoldo d'Assia-Darmstadt
- 27 ottobre 1764 - 30 gennaio 1777 Sua Altezza la Langravia Vedova Leopoldo d'Assia-Darmstadt